# Piotr Śledziewski
Ks. mjr Piotr Śledziewski (ur. 6 lipca 1884 w Gatnach Starych (powiat augustowski, gubernia suwalska), zm. 8 grudnia 1950) – kapłan diecezji sejneńskiej, kapelan Wojska Polskiego, dr filozofii, polski artysta fotograf. Członek rzeczywisty Okręgu Dolnośląskiego Związku Polskich Artystów Fotografików. Członek Fotoklubu Polskiego. Członek Fotoklubu Wileńskiego. Członek założyciel ówczesnego Wrocławskiego Towarzystwa Fotograficznego (obecnie Dolnośląskie Stowarzyszenie Artystów Fotografików i Twórców Audiowizualnych).

## Życiorys
Piotr Śledziewski był absolwentem gimnazjum rządowego w Augustowie, studiował filozofię i teologię w Seminarium Duchownym w Sejnach (1902–1907). W 1907 roku przyjął święcenia kapłańskie. Od 1910 do 1913 był studentem (nadzwyczajnym) filozofii Uniwersytetu Jagiellońskiego w Krakowie. W latach 1914–1918 był studentem Wydziału Architektury Akademii Sztuk Pięknych im. Jana Matejki w Krakowie. Od 1919 roku pracował jako konserwator sztuki w Urzędzie Konserwatorskim w Łomży – od 1920 w Urzędzie Konserwatorskim w Białymstoku. W 1932 otrzymał stopień naukowy doktora filozofii (historia sztuki). W latach 1945–1947 pełnił funkcję naczelnika Wydziału Kultury i Sztuki Urzędu Wojewódzkiego w Białymstoku. Był wykładowcą w Wyższej Szkole Sztuk Plastycznych we Wrocławiu. W 1946 roku został przyjęty w poczet członków rzeczywistych Oddziału Białostockiego Związku Polskich Artystów Plastyków. W 1947 był współzałożycielem ówczesnego Wrocławskiego Towarzystwa Fotograficznego – obecnego (od 2000 roku) Dolnośląskiego Stowarzyszenia Artystów Fotografików i Twórców Audiowizualnych.  
Ks. Piotr Śledziewski związany z wileńskim i ogólnopolskim środowiskiem fotograficznym aktywnie uczestniczył w działaniach na rzecz fotografii i rozwoju twórczości fotograficznej. Był współautorem i współorganizatorem wystaw fotograficznych, m.in. w ramach działalności we Wrocławskim Towarzystwie Fotograficznym oraz w Fotoklubie Wileńskim. Był autorem wielu publikacji w ówczesnej fotograficznej prasie specjalistycznej oraz wydawnictwach fotograficznych – m.in. w Almanachu Fotografiki Wileńskiej, Fotografie Polskim, Przeglądzie Fotograficznym, Świecie Fotografii. Od 1928 roku był współzałożycielem oraz członkiem Fotoklubu Wileńskiego. W 1931 roku został przyjęty w poczet członków Fotoklubu Polskiego. W 1947 został członkiem ówczesnego Okręgu Dolnośląskiego Polskiego Związku Artystów Fotografów – późniejszego (od 1952) Związku Polskich Artystów Fotografików.  
Ks. mjr Piotr Śledziewski zmarł 8 grudnia 1950, pochowany na cmentarzu św. Wawrzyńca we Wrocławiu, przy ul. Odona Bujwida 51. 
W 2009 w Galerii Fotografii im. Edwarda Hartwiga (Dom Pracy Twórczej w Wigrach) zorganizowano wystawę retrospektywną fotografii Piotra Śledziewskiego – zdjęć pochodzących ze zbiorów Fototeki Związku Polskich Artystów Fotografików. 

## Odznaczenia
- Srebrny Wawrzyn Akademicki (4 listopada 1937)[13]
- Medal Dziesięciolecia Odzyskanej Niepodległości[1]